# Brandtika asiatica
Brandtika asiatica är en ringmaskart som beskrevs av Jones 1974. Brandtika asiatica ingår i släktet Brandtika och familjen Sabellidae. Inga underarter finns listade i Catalogue of Life.